# ブラックバーン B-20
ブラックバーン B-20
- 用途：実験機
- 分類：飛行艇
- 設計者：J・D・レニー（J. D. Rennie）
- 製造者：ブラックバーン・エアクラフト
- 運用者： イギリス（イギリス空軍）
- 初飛行：1940年3月26日
- 生産数：1機
- 運用状況：試作のみ

ブラックバーン B-20（Blackburn B-20）は、飛行艇の性能を劇的に高めることを意図した1940年に初飛行を行ったイギリスの実験機である。

## 設計と開発
ブラックバーン・エアクラフト社は自社の主任設計技師J・D・レニー（J. D. Rennie）の特許を基に独自企画の機体を設計した。
B-20は水上機と飛行艇双方の最も長けた特徴を組み合わせることを意図していた。水上ではB-20は基本的に胴体下部の巨大な主フロートと安定性確保のため翼端近くの小型フロートを使用して水面に浮く水上機であった。空中では主フロートを胴体下の窪みへ引き込み胴体と一体化するようになっていた。主翼下面の小型フロートは外側に折りたたまれて翼端部となった。
ブラックバーン社と共にスーパーマリン社とサンダース・ロー社が航空省要求仕様 R.1/36 に応じて設計案を提出した。サンダース・ロー ラーウィックとして就役した機体が選ばれたが、航空省はB-20の試作機にシリアルナンバーV8914として認証する程の興味をこの機体に抱いていた。試作機は1940年3月26日に初飛行を行ったが、4月7日の試験飛行中に補助翼のフラッター現象による非常に激しい振動に見舞われ、搭乗員は機外へ脱出した。3名が死亡し、その他2名は武装商船のトランシルヴァニアに救助された。ブラックバーン社の資源は第二次世界大戦の対応へと振り向けられることとなりB-20の開発は試作機が墜落した時点で中止された。
墜落した試作機の残骸は現存するが、戦没者墓地として手つかずのままとされている。1998年にエンジンの1基が漁船の網に引っ掛かり残骸から浅瀬まで引き揚げられた。このエンジンは現在ダンフライズ・アンド・ギャロウェイ航空博物館（Dumfries and Galloway Aviation Museum）に展示されている。

## 要目（B-20 計画値）

Orthographic projection of the B-20

出典: Jane's Fighting Aircraft of World War II
諸元
- 乗員: 6
- 全長: 21.2 m （69 ft 8 in）
- 全高: 7.65 m （25 ft 2 in）
- 翼幅: 25 m（フロート引き上げ時）（82 ft）
- 翼面積: 99 m2 （1,066 ft2）
- 空虚重量: kg （lb）
- 運用時重量: kg （lb）
- 有効搭載量: kg （lb）
- 最大離陸重量: 16,000 kg （35,000 lb）
- 動力: ロールス・ロイス ヴァルチャー 液冷 24気筒X型エンジン、1,280 kW （1,720 hp）   × 2

性能
- 超過禁止速度: km/h （kt）
- 最大速度: 490 km/h （266 kn） 306 mph　15,000 ft (4,600 m)
- 巡航速度: km/h （kn）
- 失速速度: km/h （kt）
- フェリー飛行時航続距離: km （nmi）
- 航続距離: 2,400 km （810 nmi） 1,500 mi
- 実用上昇限度: m （ft）
- 上昇率: m/s （ft/min）
- 離陸滑走距離: m （ft）
- 着陸滑走距離: m （ft）
- 翼面荷重: kg2 （lb/ft2）
- 馬力荷重（プロペラ）: kW/kg （hp/lb）

武装
- 固定武装: 2か所の回転銃座とその他に銃座
- 爆弾: 胴体中央に爆弾倉